# Zostérops malgache
Zosterops maderaspatanus
Espèce
Statut de conservation UICN

 LC  : Préoccupation mineure
Le Zostérops malgache (Zosterops maderaspatanus) ou Oiseau-lunettes de Madagascar, est une espèce de passereau de la famille des Zosteropidae présent aux Comores, à Madagascar, à Mayotte et aux Seychelles.

### Reproduction

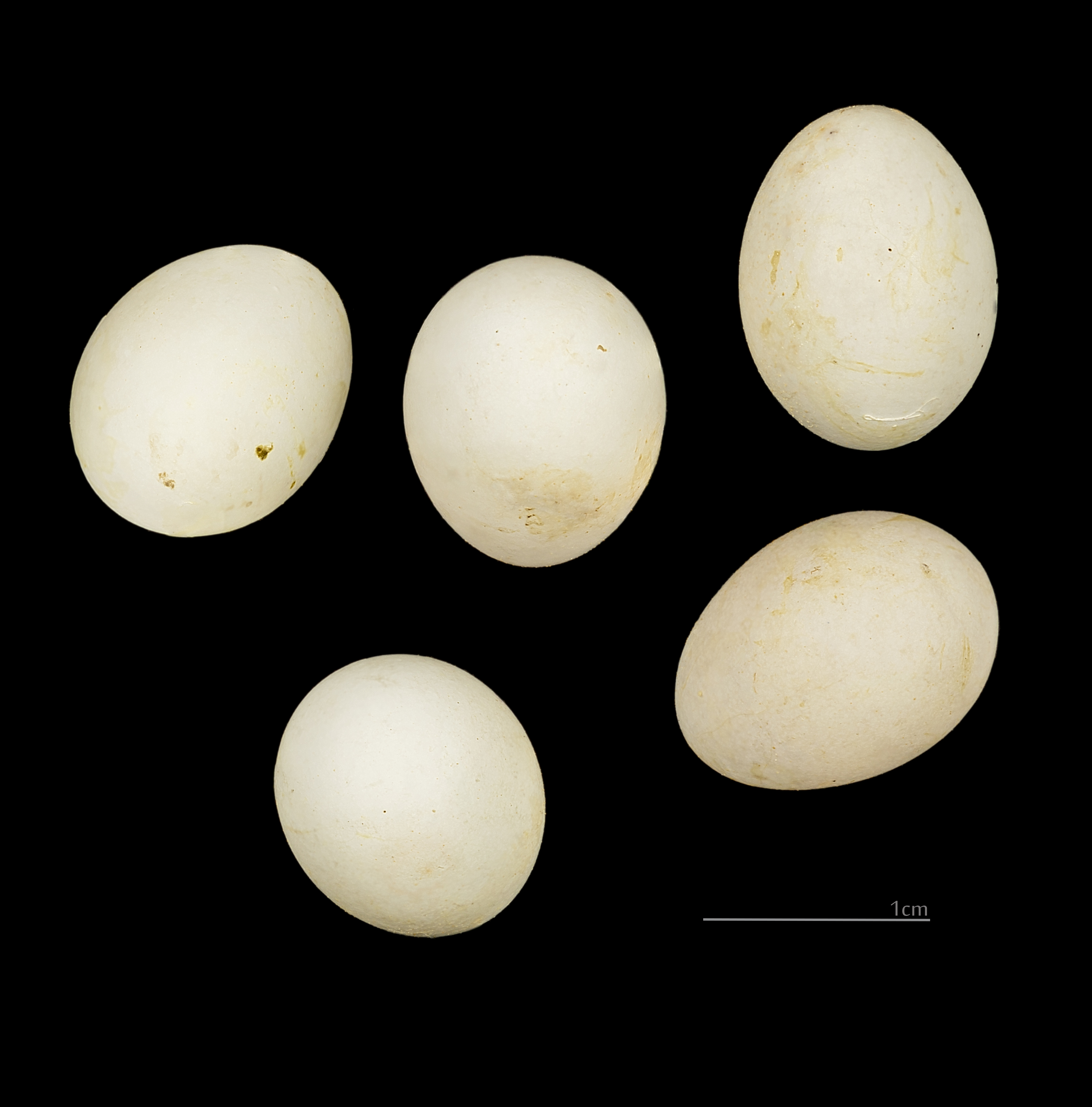
Œufs de Zosterops maderaspatanus Muséum de Toulouse

## Systématique
L'espèce Zosterops maderaspatanus a été décrite par le naturaliste suédois Carl von Linné en 1766, sous le nom initial de Motacilla maderaspatana.

### Synonyme
Motacilla maderaspatana Linné, 1758 (protonyme)

### Taxinomie
Liste des sous-espèces
Cet oiseau est représenté par 6 sous-espèces :
- Zosterops maderaspatanus aldabrensis d'Aldabra ;
- Zosterops maderaspatanus anjouanensis d'Anjouan
- Zosterops maderaspatanus comorensis des Comores ;
- Zosterops maderaspatanus maderaspatanus ;
- Zosterops maderaspatanus menaiensis ;
- Zosterops maderaspatanus voeltzkowi.